# Idioma majang
El majang o majangir es una lengua hablada por los majangir de Etiopía. aunque se clasifica dentro del grupo súrmico esta lengua difiere notablemente de las lenguas de dicho grupo (Fleming 1983). 
Una encuesta lingüística mostró que la variación dialectal de norte a sur es pequeña y no existen problemas serios de intercomunicación entre las diferentes variantes. El censo etíope de 2007 lista 6433 hablantes de majang (messengo), aunque también informa que el grupo étnico está formado por 32822 individuos (messengo y mejengir) De acuerdo con dicho censo, casi no quedan hablantes en la región Mezhenger de Gambela; donde sólo un total de 11 hablantes se registrarion en dicha región, aunque había casi 10 000 miembros de las etnias Mejenger y  Messengo.

## Descripción lingüística

### Fonología
El inventario vocálico viene dado por:
|              | Anterior | Central | Posterior |
| ------------ | -------- | ------- | --------- |
| Cerrada      | i        |         | u         |
| Casicerrada  | ɪ        |         | ʊ         |
| Mediocerrada | e        |         | o         |
| Medioabierta | ɛ        |         | ɔ         |
| Abierta      |          | a       |           |
La cantidad vocálica es distintica en majang, también las vocales aparecen en pares de vocal larga y breve, como goopan 'castigo' / gopan 'camino'. El inventario vocálico se ha tomado de Unseth (2007). Moges afirma que existe una décima vocal ɐ, mientrasq ue Bender (1983) sólo distingue seis vocales. Todos los autores coinciden en que no hay sinarmonía vocálica basada en el rasgo ATR.
El inventario consonántico viene dado por:
|                 |                 | Labial | Alveolar | Palatal | Velar |
| --------------- | --------------- | ------ | -------- | ------- | ----- |
| Nasal           | Nasal           | m      | n        | ɲ       | ŋ     |
| Oclusiva        | sorda           | p      | t        | tʃ      | k     |
| Oclusiva        | sonora          | b      | d        | dʒ      | ɡ     |
| Implosiva       | Implosiva       | ɓ      | ɗ        |         |       |
| Vibrante simple | Vibrante simple |        | r        |         |       |
| Aproximante     | Aproximante     |        | l        | j       | w     |
Bender también sostiene que fonológicamente debe incluirse una oclusiva glotal [ʔ] aunque Unseth rechaza su análisis. El majang tiene dos implosivas, bilabial y coronal, que Moges Yigezu ha estudiado acústicamente y distribucionalmente.

### Características prosódicas
Se han encontrado dos tonos contrastivos en majang. Estos tonos son distitntivos tanto a nivel léxico como gramatical:
táŋ (tono alto) 'vaca' / tàŋ (tono bajo) 'absceso'.

### Morfología
La lengua tiene marcas para indicar tres tipos diferentes de pasado (p. cercano, p. medio, p. remoto) y dos tipos de futuro (cercano y distante). Además la lengua tiene una amplia variedad de sufijos, pero casi ningún prefijo. Algunas palabras tienen vestigios de un prefijo causativo arcaico i-, aunque el uso está limitado a un puñado de raíces. Este prefijo aparece en otras lenguas súrmicas y también en lenguas nilóticas.
El sistema de cuenta es vigesimal modificado, basedo en cuentas parcianes en 5 y 10. El numeral '20' significa literalmente 'una persona completa' (todos los dedos de manos y pies), y así '40' se expresa como 'dos personas copletas', '100' como 'cinco personas completas'. Sin embargo, actualmente bajo la influencia del sistema escolar y el creciente bilingüismo, tienden a usarse numerales prestados del amhárico o el oromo para el numeral para '100'.
El marcaje de persona y número carece de distinciones de inclusividad, una categoría morfológica muy frecuente en las lenguas vecinas de la región.

### Sintaxis
El majang tiene un orden básico VSO, aunque permite cierta flexibilidad para el foco. La lengua hace un uso amplio de oraciones de relativo, incluso para casos donde las lenguas europeas usan adjetivos.